# Шаповалова Софія
Софія Шаповалова — мешканка міста Кам'янське, яка разом із донькою, Марією Подолян (1914 р.н.), урятувала в роки Голокосту єврейку Марію Тишковську. Їх вчинок відзначений почесним званням Праведник народів світу.
Доньки Софії Шаповалової, Валя та Марія (старша з них, в шлюбі Подолян) жили та працювали в Кропивницькому (на той час Кіровоград). Там їхніми сусідами була єврейська сім'я Тишковських, Марія Подолян дружила з тезкою з цієї сім'ї. На початку війни Валя виїхала з міста.
В другий місяць окупації Кропивницького євреям міста було наказано явитись 30 вересня на збірний пункт. Коли їх стали відправляти до розстрільних ровів, Марія Тишковська заявила, що вона — українка і потрапила туди помилково, назвалася сестрою Марії Подолян і вказала її адресу.
Коли вночі поліцай сказав Марії Подолян, що у них знаходиться її сестра, вона взяла з собою документи Валі, а прибувши до поліції, зрозуміла задум Тишковської та підтвердила її слова. Побоюючись доносу сусідів, Подолян відвезла подругу до матері в Кам'янське (на той час Дніпродзержинськ). Софія Шаповалова прийняла Марію Тишковську та погодилася видавати її за свою доньку Валю. Проте Марія мала характерну зовнішність і невдовзі на жінок донесли окупаційній адміністрації. Під час допиту вони продовжували стверджувати, що є українками, матір'ю та донькою, поки їх не відпустили. 
Марія Тишковська прожила у Софії Шаповалової під іменем її доньки Валі з осені 1941 до звільнення міста в січні 1944. Вона єдина зі своєї родини врятувалась від знищення.
За даними Яд Вашем, жінки підтримували стосунки все життя, Марія Тишковська звала Софію матір'ю, а її доньок — сестрами.
14 травня 1996 року в ході урочистої церемонії, організованої дипломатичним представництвом держави Ізраїль у Києві, Марія Подолян і Софія Шаповалова були удостоєні звання Праведниць народів світу. Їх імена внесені на Стіну пошани Алеї Праведників меморіалу Яд Вашем.
В березні 2019 року Кам'янська міська рада ухвалила рішення про перейменування на честь Софії Шаповалової призаводської площі ПАТ «ДМК».